# Patricio Santamaría
Patricio Francisco Santamaría Mutis (Santiago, 5 de noviembre de 1955) es un abogado y político chileno. Ejerció como presidente del Consejo Directivo del Servicio Electoral de Chile (Servel) entre 2013 y 2021.

## Estudios
Santamaría es licenciado en Ciencias Jurídicas y Sociales de la Pontificia Universidad Católica de Valparaíso (PUCV) y doctor en Derecho y Ciencias Sociales de la Universidad de la República, Uruguay.

## Carrera política
Fue militante del Partido Demócrata Cristiano (PDC), del cual fue su vicepresidente en el año 2000. En las elecciones parlamentarias de 2001 se presentó como candidato de su partido a diputado por el distrito 29, pero no resultó elegido.
Fue nombrado subsecretario General de Gobierno de Chile por el presidente Ricardo Lagos el 6 de marzo de 2003. Renunció al cargo el 24 de agosto de 2005.
En 2012 fue designado por el presidente Sebastián Piñera —con acuerdo del Senado— como miembro del Consejo Directivo del Servicio Electoral (Servel), ante lo cual debió renunciar a su partido, por disposición de la Ley Orgánica del Servicio Electoral. Asumió como presidente de dicho Consejo en agosto de 2013, tras la renuncia de Juan Emilio Cheyre. En ese rol, ejerció la presidencia de la Unión Interamericana de Organismos Electorales (UNIORE) —junto a Patricio Valdés, presidente del Tricel— durante el periodo 2014-2016.

## Historial electoral

### Elecciones parlamentarias de 2001
Diputado por el Distrito 29 (Puente Alto, La Pintana, Pirque y San José de Maipo), Región Metropolitana
| Candidato                       | Pacto                          | Partido | Votos  | %     | Resultado |
| ------------------------------- | ------------------------------ | ------- | ------ | ----- | --------- |
| Maximiano Errázuriz Eguiguren   | Alianza por Chile              | RN      | 69.786 | 42,83 | Diputado  |
| Isabel Allende Bussi            | Concertación por la Democracia | PS      | 57.164 | 35,09 | Diputada  |
| Patricio Santamaría Mutis       | Concertación por la Democracia | DC      | 12.555 | 7,71  |           |
| Javier Díaz de Valdés Balbontín | Alianza por Chile              | UDI     | 11.280 | 6,92  |           |
| José Miguel Guzmán Rojas        | Partido Comunista              | PC      | 4.253  | 2,61  |           |
| Carmen Moncada Cofré            | Partido Comunista              | ILA     | 3.776  | 2,32  |           |
| Paz González Urrutia            | Partido Humanista              | PH      | 2.651  | 1,63  |           |
| Jimena Arias Quiroga            | Partido Humanista              | PH      | 1.464  | 0,90  |           |